# Sareptakapel

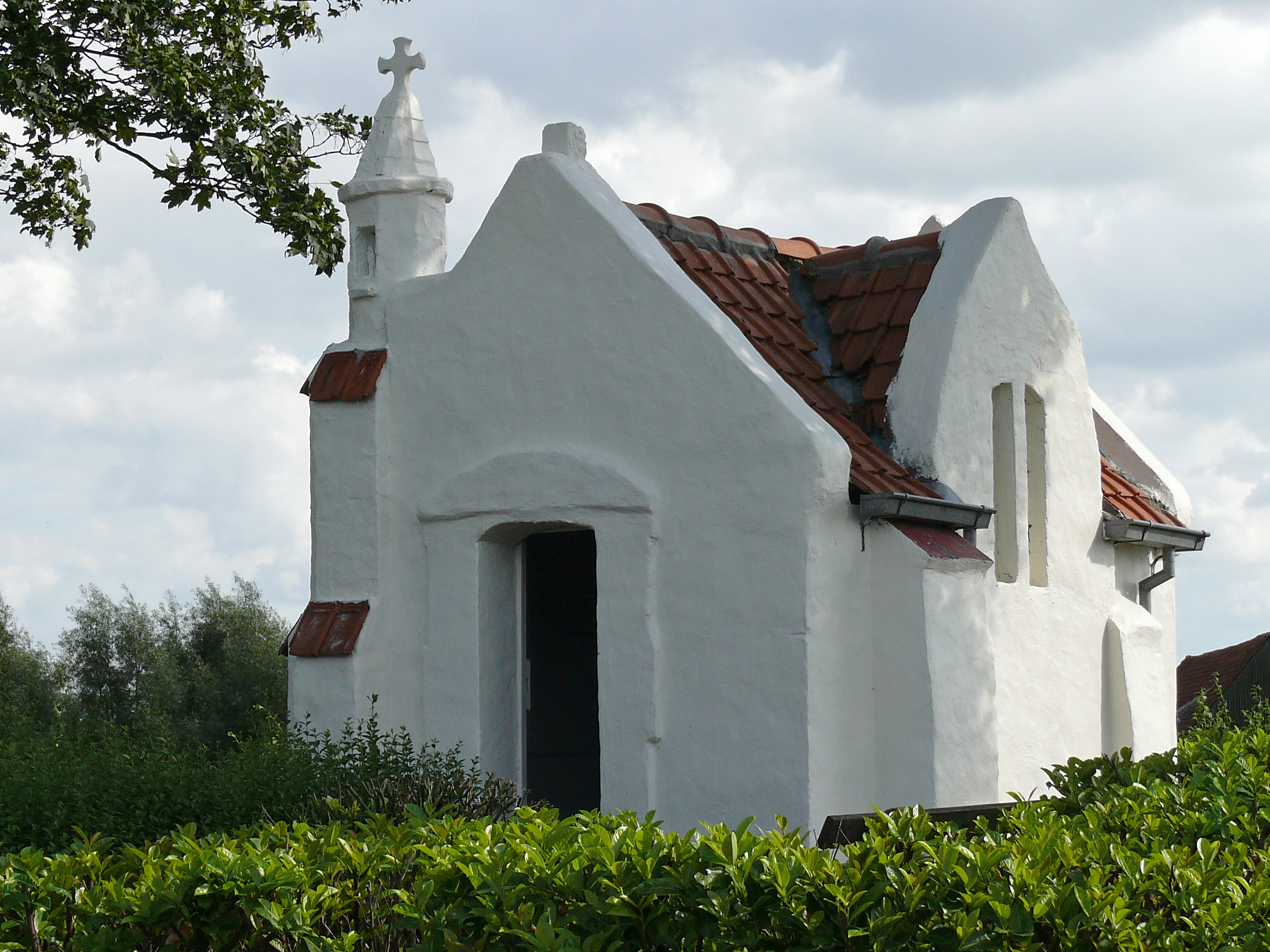
Sareptakapel

De Sareptakapel is een kapel die zich bevindt aan de Sereptastraat, in de tot de West-Vlaamse gemeente Damme behorende plaats Moerkerke.

## Geschiedenis
In 1468 verhuisde een Augustinessenklooster vanuit Biervliet naar Moerkerke, en dit kreeg de naam Sarepta. In 1566-1567 werden de Augustinessen -tijdens de Godsdienstoorlogen- uit hun klooster verjaagd en vluchtten naar Brugge. In 1577 kwamen ze terug, maar in 1578 werden ze opnieuw verjaagd en uiteindelijk vestigden ze zich in 1617 definitief in Brugge.
Enkele gebouwen van het Moerkerkse Sareptaklooster bleven bestaan. De voormalige kloosterkapel, aan Sareptastraat 5, werd gesloopt in 1922, en van de daarbij vrijkomende materialen werd in 1923 de Sareptakapel gebouwd. Deze witgepleisterde betreedbare kapel heeft een enigszins mediterraan uiterlijk. Ze ligt in een omgracht rechthoekig gebied en wordt betreden via een houten vlonder.